# インツーリスト
インツーリスト (ロシア語: Интурист、英語: Intourist) は、ロシアの旅行会社。ソビエト時代は、国営の旅行会社で、外国人観光客を取り次ぐ唯一の旅行社であった。1929年に創立され、ソビエト連邦の崩壊後は株式会社となる。現在、モスクワに本部を置く持株会社システマが公開株式の65パーセントを保有している。社員8万人という東ヨーロッパ最大の旅行社。